# Хозукии
Хозукии (лат. Hozukius) — род морских лучепёрых рыб из семейства скорпеновых (Scorpaenidae). Обитают в северо-западной части Тихого океана.

## Таксономия
Род был описан как монотипический в 1934 году японским ихтиологом Киёмацу Мацубарой с единственным видом Helicolenus emblemarius, который был описан Дэвидом Старром Джорданом и Эдит Чапин Старкс в 1904 году, а его типовое местонахождение было указано как Окиносе, недалеко от Мисаки в Японии. Второй вид, Hozukius guyotensis, был описан в 1975 году. Название рода, вероятно, происходит от ходзуки, японского названия цветкового растения Physalis alkekengi, которое имеет ярко-красные или оранжевые плоды и традиционный компонент японской буддийской культуры, его ярко-красный цвет похож на цвет Hozukius emblemarius.

## Виды
В настоящее время в этом роде есть два признанных вида:
- Hozukius emblemarius (D. S. Jordan & Starks, 1904)
- Hozukius guyotensis Barsukov & Fedorov, 1975

## Внешний вид и строение
Максимальная длина тела хозукий от 45 до 59 см. У них 12 шипов в спинном плавнике и 26 позвонков, есть плавательный пузырь, а внутриглазничная кость прочно соединена с верхним краем предкрышечной кости. У них также крепкое тело и усеченный хвостовой плавник.

## Распространение и среда обитания
Встречаются только в северо-западной части Тихого океана. Hozukius emblemarius у берегов Японии и Hozukius guyotensis на Гавайском хребте. Это батидемерсальные и демерсальные рыбы, обитающие на глубине до 1000 м. Имеется одна находка Hozukius emblemarius из корейских вод Японского моря. Оба вида описаны как редкие.